# 乔伊·亚当森
乔伊·亚当森（英語：Joy Adamson，原名弗里德里克·维多利亚·格斯纳（德語：Friederike Victoria Gessner），1910年1月20日（捷克奥帕瓦）—1980年1月3日（肯尼亚））奥地利-英国博物学家、作家，著有《生而自由：野生母狮爱尔莎传奇（Born Free）》（张雪兰译，京华出版社2008年版）。
乔伊的丈夫是英国野生动物保护专家、作家乔治·亚当森。
1980年，乔伊在肯尼亚被其雇工杀害。